# Philip Maynard Williams
 (janvier 2025).
Si vous disposez d'ouvrages ou d'articles de référence ou si vous connaissez des sites web de qualité traitant du thème abordé ici, merci de compléter l'article en donnant les références utiles à sa vérifiabilité et en les liant à la section « Notes et références ».
Pour les articles homonymes, voir Philip Williams.
Philip Maynard Williams, né le 17 mars 1920 et mort le 16 novembre 1984, est un analyste politique britannique, spécialisé sur l'étude politique de la France.

## Biographie
Il a fait ses études au Trinity College d’Oxford, où il obtient une première place en histoire moderne en 1940. En 1946, il est nommé maître de conférences à Trinity et poursuit une carrière à Oxford jusqu'en 1972.
Son premier livre, Politics in Post-War France (1954), est qualifié de « magistral » par le Times et d'« inégalé » par Stanley Hoffmann. La thèse de Williams est que « les difficultés du gouvernement français » sont attribuables « à des facteurs historiques et sociaux, plutôt qu’à des facteurs constitutionnels ou de tempérament ». En 1964, il publie une édition réécrite (Crisis and Compromise), écrivant dans la nouvelle préface : « J’ai sérieusement surestimé la stabilité d’un régime qui n’avait pas encore fait face à un défi politique et émotionnel aussi grave que la question irlandaise en Grande-Bretagne ou les problèmes du Sud aux États-Unis (allusion à la guerre d'Algérie) ».
Il analyse ensuite la France sous la présidence de De Gaulle.
Au début des années 1960, Williams est un membre actif de la campagne d'Hugh Gaitskell pour le socialisme démocratique. Le 10 octobre 1960, Williams publie une déclaration (avec Julius Gould) en soutien au chef du Parti travailliste, Hugh Gaitskell.
Plus tard, il publie une biographie du leader travailliste Hugh Gaitskell, à la mort de celui-ci.
En 1981, il signe la Déclaration de Limehouse et adhère au Parti social-démocrate.
Williams est élu membre de la British Academy en 1983.

## Publications
- Politics in Post-War France: Parties and the Constitution in the Fourth Republic, Londres, Longman, 1954 (rééd. en 1961).
- De Gaulle's Republic, Londres, Longmans, 1962.
- Crisis and Compromise: Politics in the Fourth Republic, New York, Archon Books, 1964.
- The French Parliament: Politics in the Fifth Republic, New York, F. A. Praeger, 1968.
- Politics and society in De Gaulle's republic, Londres, Longmans, 1971.
- Hugh Gaitskell, Londres, Jonathan Cape, 1979.